# 金匱県
金匱県（きんき-けん）は中華人民共和国江蘇省にかつて設置された県。現在の無錫市に相当する。
1724年（雍正2年）、清朝により無錫県より分割設置された。県治は無錫県と同治とされている。1912年（民国元年）、中華民国政府による行政区整理に際して廃止され、無錫県に統合されている。